# سد (فیلم)
سد (به ترکی استانبولی: Baraj) فیلمی ترکیه‌ای محصول سال ۱۹۷۷ به کارگردانی ارهان آکسوی است. در این فیلم که فیلمنامه آن توسط صفا اونال نوشته شده است، بازیگرانی همچون ناصر ملک‌مطیعی، ترکان شورای و طارق آکان به ایفای نقش پرداخته‌اند.

## خلاصه
ناظم (ناصر ملک مطیعی)، که در سدسازی کار می‌کند، و آیسل (ترکان شورای)، در فاحشه خانه، شروع به مکاتبه از طریق پست می‌کنند. عشق ناشی از این مکاتبات به ماجراهای غیرمنتظره ای منجر می‌شود.